# Детский сад № 1 «Орлёнок» завода «Арсенал»
Детский сад № 1 «Орлёнок» завода «Арсенал» — памятник архитектуры и градостроительства, построен в Киеве на улице Январского восстания (нынешний адрес — Аскольдов переулок, 5) по проекту архитектора Иосифа Каракиса во второй половине 1930-x годов.
Здание расположено в живописном месте на зелёных склонах Днепра и по своему стилю напоминает дворянскую усадьбу или античный храм. В строгом, лаконичном, монументальном фасаде и в сочетании круглых и прямоугольных элементов фасада просматриваются черты неоклассицизма.

## Описание здания
Детский сад в первую очередь интересен тем, что был построен не по типовому проекту, a к нему предъявлялись повышенные требования. Сад рассчитан на 140 детей и каждому ребёнку отведена большая чем обычно площадь. Актовый зал (140 м²) имеет высоту 6,5 м — над ним расположен спортзал, перекрытый кессонированным сводом. По периметру здания проходят две парадные лестницы. Лестницы расположены на разных уровнях, что позволило Каракису увеличить высоту залов. В каждой детской группе — спальня и игровая комната, связанные с верандой. Архитектор спланировал все вплоть до авторской мебели. Здание построенное в гармоничных формах греческой антики, имеет три этажа и со стороны Днепра производит красочное зрелище так как здание архитектор возвел на выступающем мысу. Здание окрашено в нежно-голубой цвет, который как бы продлевает небо при взгляде на сад со стороны Днепра. Как отметил Я. А. Штейнберг, «излишняя, может быть, классичность фасадов искупается мастерством выполнения и пониманием темы. Четырёхколонный портик легок, ажурен и хорошо запоминается». Гармоничность и сдержанность получила ровные, но позитивные оценки критиков как при после постройке так и в последующие годы.
Детский сад более пяти раз был участником ВДНХ СССР, о нём писали: «Правда», «Известия», журнал «Огонек», «Радянська жінка», «Радянська освіта», «Прапор коммунізму», «Дошкільна освіта», журнал «Советский Союз» и т. д.

## История здания

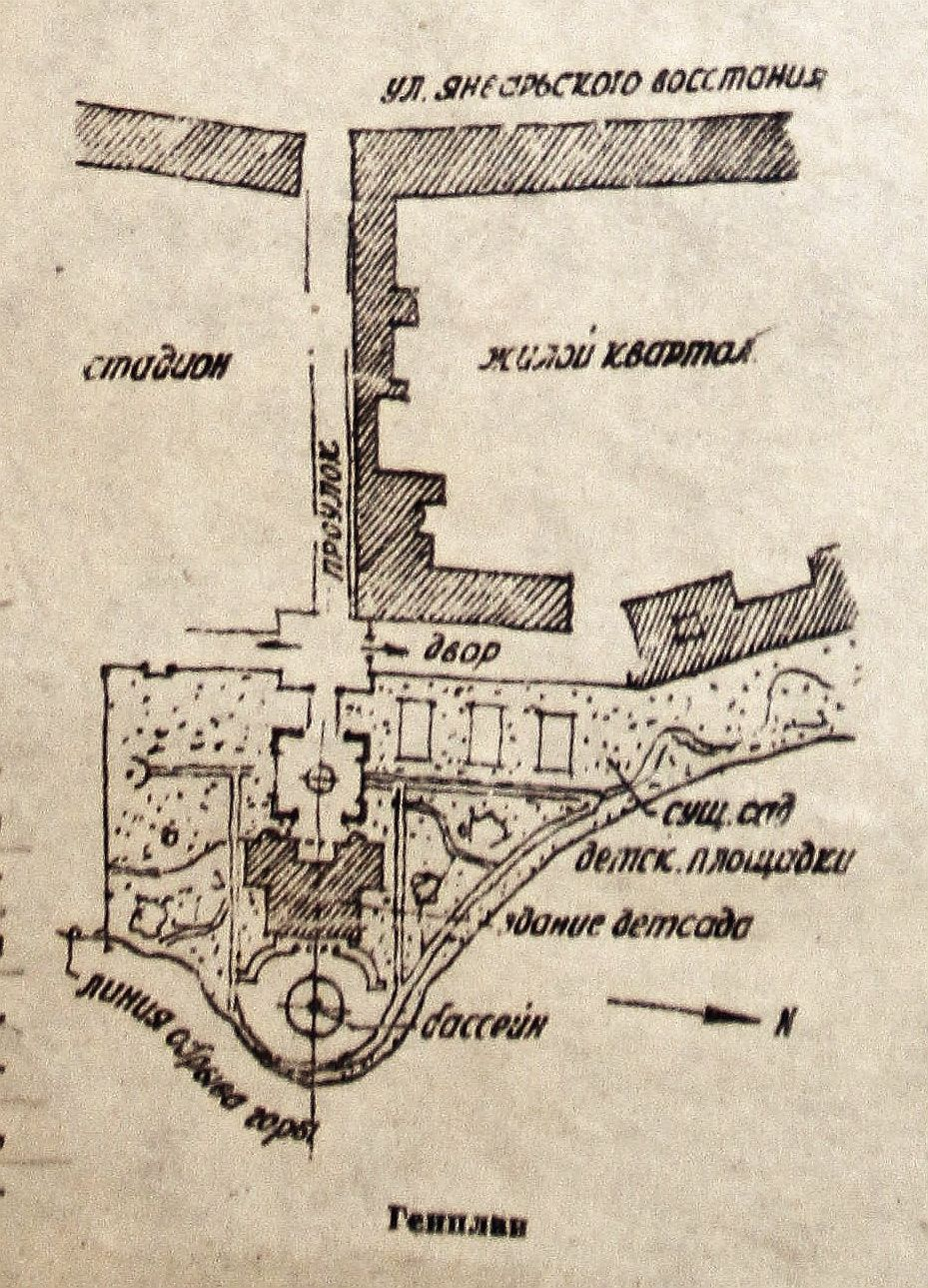
Генеральный план строительства сада
(рисунок из журнала «Архитектура СССР», 1941 г.)

В 1937 году по распоряжению дирекции завода «Арсенал» был создан индивидуальный проект помещения детского садика — впервые в истории Советского Союза. Строительство началось в 1937 году и продлилось два года. А 17 апреля 1940 года здание впервые открылось для своих посетителей и стало работать как детский сад. Здание является исторически первым детсадом города Киева и строилось именно как дворец для детей.  Здание активно пыталась продать Киевская городская власть с 1995 г. и в 2009 году это почти произошло. На защиту детского сада встали чуть ли не всем городом совместно с прокурором города. Депутаты поддержали и 25 марта 2009 г. Киевский городской совет отменил приватизацию «Орлёнкa». C 2009 года столичная власть включила «Орлёнок» в комплекс Киевского городского педагогического университета им. Б. Гринченко. В настоящее время в здании всё так же находится детский сад, вот уже 70 лет.

## Фотографии

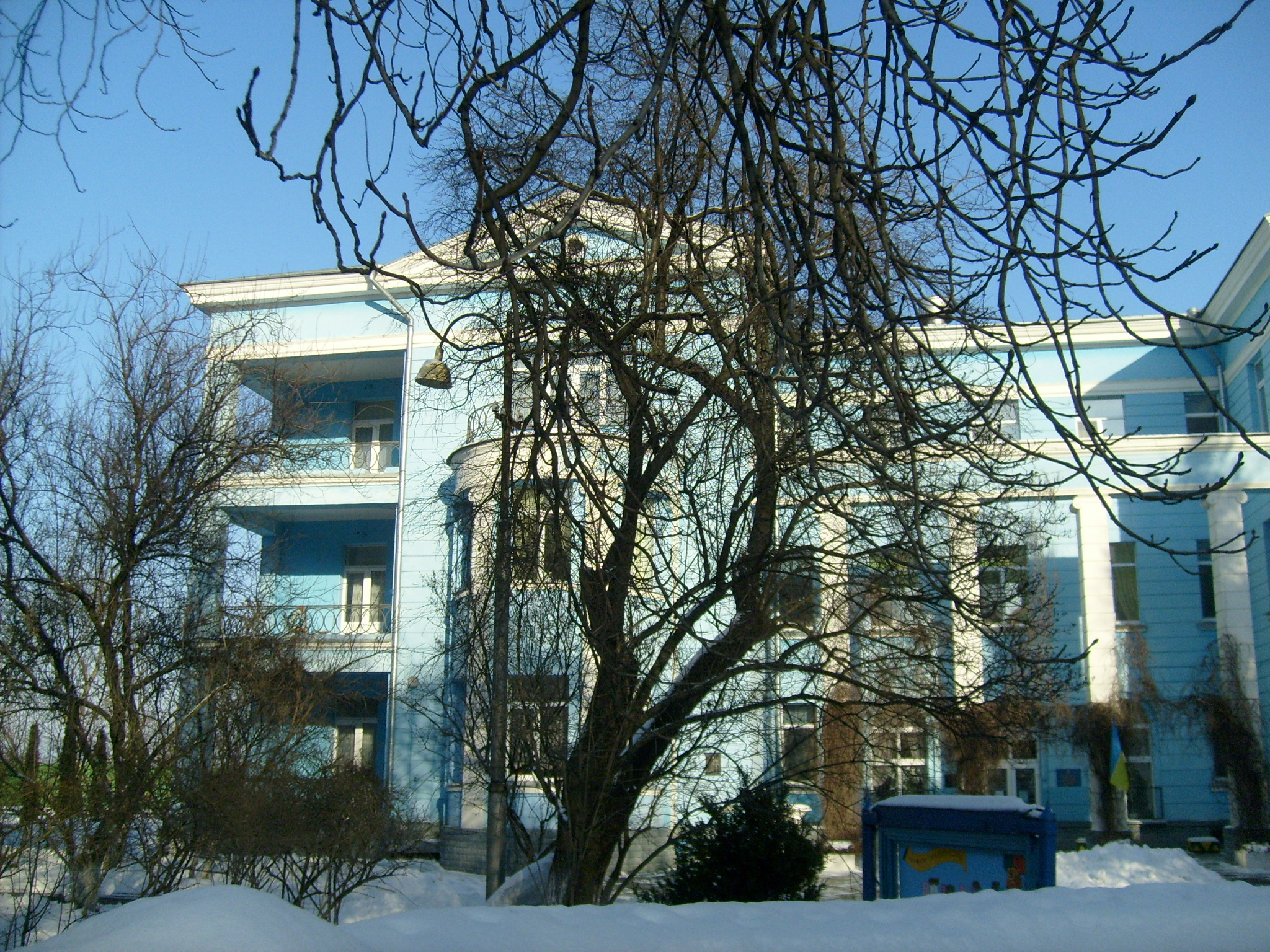
Детский сад (Вид сзади, левая часть фасада 2011 г.)
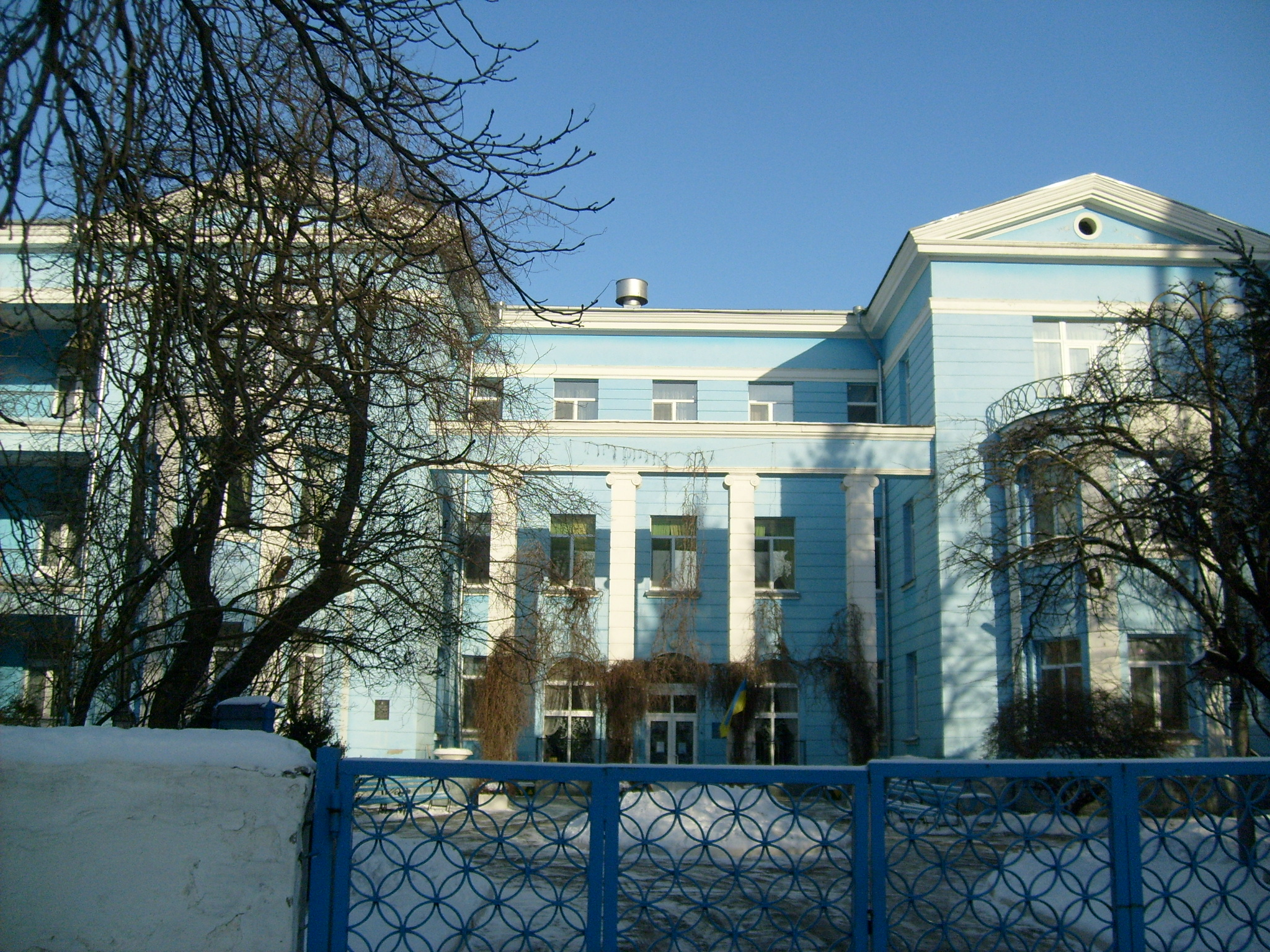
Вид сзади, центральная часть (не фронтального) фасада 2011 г.
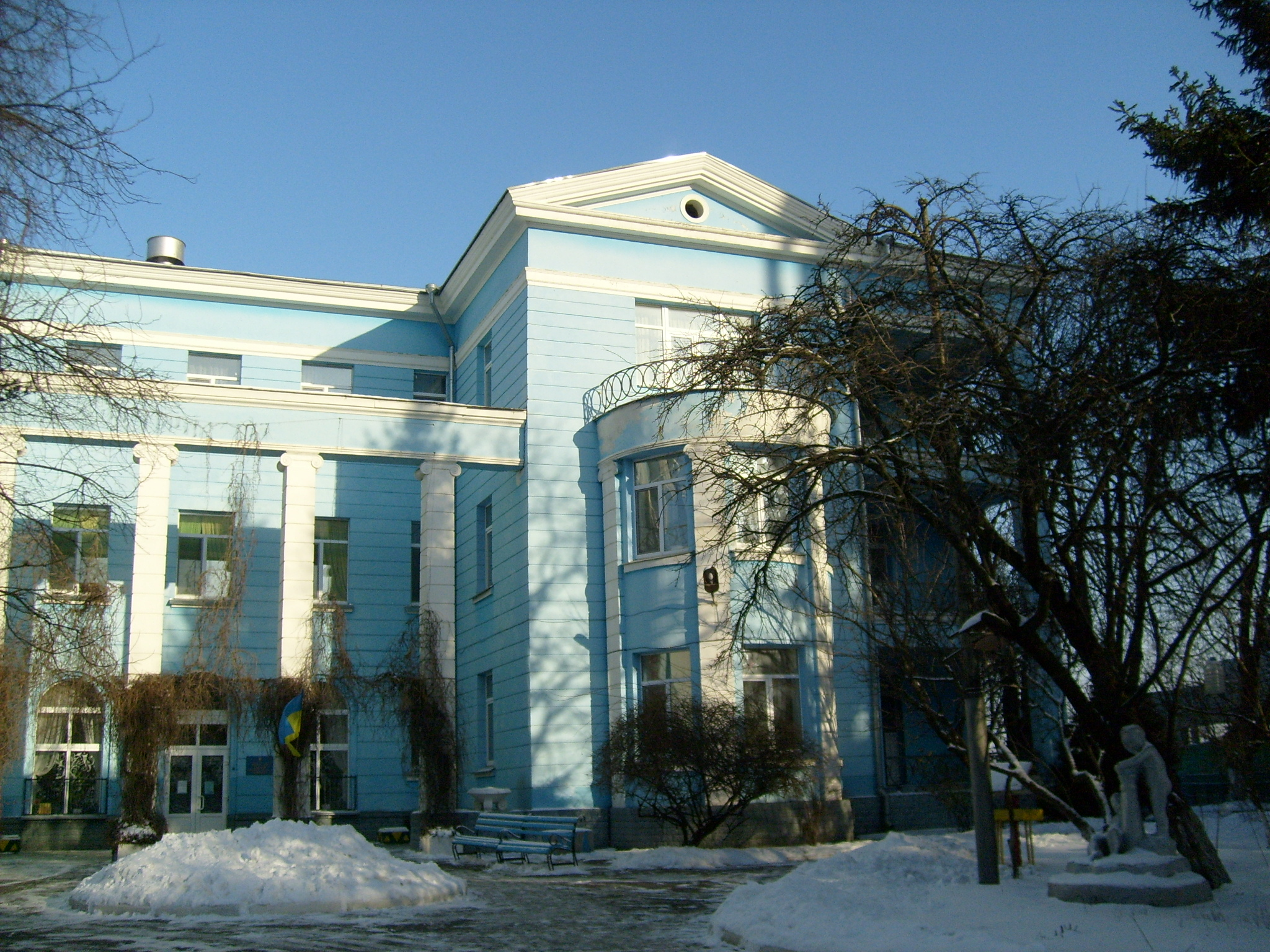
Детский сад (Вид сзади, правая часть фасада 2011 г.)